# Widerstandsrecht
Das Widerstandsrecht ist allgemein ein naturrechtlich bzw. durch ein positives Gesetz statuiertes Recht jedes Menschen, sich unter bestimmten Bedingungen gegen staatliche Gesetze oder Maßnahmen aufzulehnen bzw. ihnen den Gehorsam zu verweigern.
Die Existenz eines überpositiven, naturrechtlich begründeten Widerstandsrechts wurde und wird in der politischen Philosophie, der Rechtsphilosophie und der Staatstheorie kontrovers diskutiert.
In Deutschland garantiert Artikel 20 des Grundgesetzes Abs. 4 das Recht eines jeden Deutschen, gegen jeden Widerstand zu leisten, der es unternimmt, die dort in Abs. 1 bis 3 niedergelegte Verfassungsordnung zu beseitigen, wenn andere Abhilfe nicht möglich ist.

## Rechtliche Situation in Deutschland
Das in Art. 20 Abs. 4 GG gewährte Recht zum Widerstand ist Bestandteil der freiheitlichen demokratischen Grundordnung der Bundesrepublik Deutschland und gilt als grundrechtsgleiches Recht. Dieses Recht – 1968 im Zuge der Notstands-Gesetzgebung eingefügt – lautet in seinem Verfassungstext:

„Gegen jeden, der es unternimmt, diese Ordnung zu beseitigen, haben alle Deutschen das Recht zum Widerstand, wenn andere Abhilfe nicht möglich ist.“

Voraussetzung ist, dass ein staatliches Organ oder auch ein Privater es unternimmt, die in Art. 20 Abs. 1 bis 3 GG verankerte verfassungsrechtliche Ordnung zu beseitigen, soweit diese Ordnung gemäß Art. 79 Abs. 3 GG unabänderlich ist. Nach dieser Bestimmung ist eine Änderung des GG, durch welche die Gliederung des Bundes in Länder, die grundsätzliche Mitwirkung der Länder bei der Gesetzgebung oder die in den Art. 1 und Art. 20 GG niedergelegten Grundsätze berührt werden, unzulässig. Dazu gehören die Grundelemente der freiheitlichen demokratischen Grundordnung wie insbesondere der Katalog der Menschen- und Grundrechte (vor allem der Menschenwürde und damit eng verbunden die persönlichen Freiheitsrechte sowie das Gleichheitsprinzip), das Rechtsstaatsprinzip, das Demokratieprinzip, die Volkssouveränität, die Gewaltenteilung, die Verfassungs- und Gesetzesbindung von Legislative, Exekutive und Judikative, das Bundesstaatsprinzip, das Republikprinzip und das Sozialstaatsprinzip.
Das Recht zum Widerstand richtet sich vor allem gegen staatliche Organe selbst, die versuchen, durch politische Entscheidungen (Gesetze, Maßnahmen) die gegebene Verfassungsordnung außer Kraft zu setzen, zu beseitigen oder umzustürzen (diese Möglichkeit und Sorge war auch Anlass für die Einführung des Widerstandsrechts 1968 – im Übrigen im Zusammenhang mit den gleichzeitig erlaubten verfassungsrechtlichen Beschränkungen für den Fall eines Notstands). Dem liegt die Erkenntnis zugrunde, dass staatliche Organe sich durchaus verfassungswidrig verhalten können, selbst wenn sie durch Gesetz oder auf Grund eines Gesetzes handeln (wie es zum Beispiel die Nationalsozialisten zu Beginn ihrer faschistischen Gewaltherrschaft 1933 bei der Machtergreifung praktiziert hatten). Das Widerstandsrecht steht am Ende einer langen historischen Entwicklung, die auf absolutistischem oder rechtspositivistischem Hintergrund davon ausging, dass staatliches Handeln nie Unrecht sein könne: „The King can do no wrong“.
Es reicht bereits der Versuch aus, diese Ordnung zu beseitigen. Aus vereinzelten Verletzungen der ihr zugrundeliegenden Bestimmungen kann indessen kein Widerstandsrecht hergeleitet werden. Das Widerstandsrecht besteht auch nicht gegen einzelne, Art. 20 GG verletzende Maßnahmen staatlicher Organe. Vielmehr muss es sich um einen Angriff auf die grundlegende Ordnung als solche handeln, um deren Verteidigung und Wiederherstellung es geht, woraus sich der die Ordnung konservierende Charakter eines Widerstandsrechts herleitet. Das Widerstandsrecht setzt außerdem voraus, dass alle anderen legalen Möglichkeiten einer Gegenwehr ausgeschöpft sind (Subsidiarität, ultima ratio), eine andere Abhilfe somit objektiv nicht möglich ist.
Das Bundesverfassungsgericht hat sich bislang zur Frage eines Widerstandsrechts nur in seiner Entscheidung vom 17. August 1956 zum KPD-Verbot, also vor Aufnahme dieses Rechts in Art. 20 GG, ausführlicher geäußert. Danach stellt das Gericht grundsätzlich in Frage, ob angesichts des grundgesetzlich gewährleisteten Rechtsbehelfssystems überhaupt noch Raum für ein solches Recht sein kann. Ein Widerstandsrecht gegen Einzelmaßnahmen schließt es jedoch ausdrücklich aus: würde man gegen einzelne staatliche verfassungswidrige Maßnahmen bereits ein solches Recht zulassen, so übersähe man „den grundsätzlichen Unterschied zwischen einer intakten Ordnung, in der im Einzelfalle auch Verfassungswidrigkeiten vorkommen mögen, und einer Ordnung, in der die Staatsorgane aus Nichtachtung von Gesetz und Recht die Verfassung, das Volk und den Staat im ganzen verderben, so dass auch die etwa in solcher Ordnung noch bestehenden Rechtsbehelfe nichts mehr nutzen.“ Damit stehen auch die strengen Voraussetzungen für das Eingreifen eines Widerstandsrechts im Sinne des Art. 20 Abs. 4 GG in Übereinstimmung.
Liegen die Voraussetzungen des Widerstandsrechts objektiv vor, so sind beliebige Formen des Widerstands, sei es individuell oder kollektiv, möglich, auch wenn sie geltendes Recht verletzen. Etwaige dabei begangene Straftaten und andere Rechtsverletzungen werden durch das Widerstandsrecht gerechtfertigt. Der den Widerstand Leistende muss aber jeweils das mildeste Mittel einsetzen, wenn ihm dies möglich ist.
Das Recht zum Widerstand des Art. 20 Abs. 4 GG findet sich auch in einigen Landesverfassungen der Bundesländer, wobei mit ihm zum Teil auch, wie in Art. 19 der Bremer Landesverfassung, eine Pflicht zum Widerstand korrespondiert.

## Rechtliche Situation in anderen Staaten
Weltweit ist seine verfassungsrechtliche Regelung nicht sehr verbreitet. In Portugal wurde es nach der Nelkenrevolution unter Art. 7 Abs. 3 und Art. 21 in die Verfassung von 1976 aufgenommen.

## Rechtsphilosophische Entwicklung und Einordnung

### Einleitung
Die rechtsphilosophische Auseinandersetzung mit diesem Gedanken wird seit der Antike betrieben und hatte ihren Ausgangspunkt in dem Streit um die Legitimation des Tyrannenmordes. Von da an wurde die Diskussion zusehends abstrahiert und es entwickelte sich der abstrakte Gedanke eines allgemeinen übergesetzlichen Widerstandsrechts.
Eine wesentliche Rolle spielte dabei die Auseinandersetzung mit der Legitimation geschriebenen Rechts und die Frage nach einem allgemeinen übergesetzlichen Prinzip, dem sich alles geschriebene Recht unterzuordnen habe. In der Antike erhoben die Sophisten bereits den Einwand, geschriebenes Gesetz sei nur Ausgeburt der Macht und könne für sich gesehen keine Legitimation beanspruchen, nur weil es eben geschrieben stehe. Demgegenüber bildete sich der Rechtspositivismus heraus, der seinerseits die Legitimation von Gesetzen rein in ihrer Positivierung begriff und Legitimation auch nur aus geschriebenem Recht herleiten wollte.
Auf der Suche nach einem allgemeinen übergesetzlichen Rechtsprinzip prägte Aristoteles den Begriff des Höchsten Guts, von anderen (z. B. der Stoa) wurde das Naturrecht als Legitimationsquelle bemüht, auch das göttliche Recht (jus divina) wurde herangezogen.
Das Postulat eines allgemeinen Widerstandsrechts ist eine Folge dieser Erkenntnisse: Geschriebenes Recht und Gesetz muss sich an der Freiheit (die nicht als bloße Abwesenheit von Zwang verstanden werden will) messen lassen können. Wer also die Freiheit beseitigen will, beseitigt den allgemeinen Maßstab, nach dem nur Recht recht(ens) sein kann (dieses Wortspiel ist in der Tat in der Rechtsphilosophie immer wieder bei der Frage „quid sit iuris“ gespielt worden). Im deutschen Verfassungsrecht wird diese Freiheit als freiheitliche demokratische Grundordnung beschrieben und fußt ihrerseits nach dem Grundgesetz auf den in den Art. 1 und Art. 20 GG niedergelegten, eingangs genannten Grundsätzen. So steht also jedem Deutschen – das Widerstandsrecht ist eben nicht als Menschenrecht konzipiert, sondern als Bürgerrecht – das Recht zu, Widerstand in den genannten Formen zu leisten, wenn diese Grundsätze beseitigt werden sollen und andere Abhilfe nicht möglich ist.
Von der Herleitung verschieden, aber im Ergebnis gleich hat es auch andere philosophische Ansätze gegeben. Montesquieu formulierte das 1721 in den Persischen Briefen so: Wenn ein Fürst, weit davon entfernt, seine Untertanen glücklich leben zu lassen, sie unterdrücken und vernichten will, so endet die Grundlage des Gehorsams; nichts bindet sie mehr, nichts knüpft sie mehr an ihn; und sie kehren wieder in ihre natürliche Freiheit zurück. 1776 wird in der Amerikanischen Unabhängigkeitserklärung die Loslösung von der britischen Krone mit dem Widerstandsrecht begründet, welches auf den Calvinismus und den englischen Aufklärer John Locke zurückgeht.

### Das Widerstandsrecht in der philosophischen Diskussion der frühen Neuzeit

#### Reformation
Mit seiner Kritik an der Kirche stellte Luther ab 1517 nicht nur die geistlichen Autoritäten in Frage, sondern er löste auch eine Debatte über die Grenzen des Gehorsams gegenüber weltlichen Obrigkeiten aus. So beriefen sich die Aufständischen im deutschen Bauernkrieg von 1525 auf die von Luther formulierte Freiheit eines Christenmenschen.

##### Martin Luther(† 1546)
Nicht zuletzt unter dem Eindruck des Bauernkriegs betonte Luther immer stärker die Gehorsamspflicht des Christen gegenüber der weltlichen Obrigkeit. In seiner Zwei-Reiche-Lehre berief er sich auf Röm 13. Lutherische Theologen blieben auch in der Folge zurückhaltend mit der Annahme eines Widerstandsrechts.

##### Huldrych Zwingli(† 1531)
Die reformierten Theologen bejahten stärker als die lutherischen ein Recht auf Widerstand, wenn die Obrigkeit Gottes Gesetz missachte. Dies gilt beispielsweise für den Zürcher Reformator Zwingli.

##### Johannes Calvin(† 1564)
Auch er sah ein Widerstandsrecht vor, das er in seiner Institution (Buch IV, Kapitel 20; 1536–1559) detailliert diskutierte. Die Auseinandersetzung wurde nach der Bartholomäusnacht (1572) durch die Monarchomachen weiter vertieft und prägnant durch Theodor Beza († 1605) formuliert.

#### John Locke († 1704)
Ein entschiedener Verfechter des Widerstandsrechts war John Locke, der sich der Thematik in seiner Zweiten Abhandlung über die Regierung widmet. Für Locke folgt das Widerstandsrecht aus seiner Theorie vom Gesellschaftsvertrag: Die im Naturzustand freien und gleichen Menschen haben ein Recht auf Selbsterhaltung im Sinne eines Rechts auf Freiheit, Leben und Eigentum. Damit korrespondiert im Naturzustand ein Recht auf Selbstverteidigung gegen jene, die Freiheit, Leben und Eigentum angreifen und dadurch einen Kriegszustand zwischen Angreifer und Verteidiger herbeiführen.
Durch den Gesellschaftsvertrag verlassen die Menschen den Naturzustand und begründen einen gesellschaftlichen bzw. politischen Zustand. Der Vertrag hat den Zweck, den Schutz vor solchen Angriffen auf eine politische Körperschaft zu übertragen; zugleich überträgt der einzelne mit ihm aber auch sein Selbstverteidigungsrecht auf den Staat als politische Körperschaft.
Die durch den Gesellschaftsvertrag konstituierte Regierung soll also Freiheit, Leben und Eigentum des Einzelnen schützen. Verkehrt eine Regierung diesen Vertragszweck durch rechtswidrige Angriffe auf Freiheit, Leben und Eigentum des Volkes in sein Gegenteil, liegt letztlich ein Bruch des Gesellschaftsvertrags vor, durch den sich die Regierung dem Volk gegenüber in den Kriegszustand versetzt. Auf diese Weise erhält das Volk sein Recht auf Selbstverteidigung zurück. Das Widerstandsrecht ist somit lediglich eine besondere Form des natürlichen Selbstverteidigungsrechts. Seine Ausübung setzt allerdings voraus, dass gegen die rechtswidrigen Angriffe der Regierung keine effektive Rechtsschutzinstanz zur Verfügung steht.
Dem möglichen Einwand, ein Widerstandsrecht verführe das Volk zu Rebellion und führe zu Unfrieden und Chaos, begegnet Locke mit folgenden Argumenten: Betreffen die rechtswidrigen Angriffe der Regierung nur wenige Bürger, so könnten diese der Regierung ohnehin kaum schaden, während das Volk als Ganzes nicht betroffen sei und deshalb in der Regel nicht Partei ergreifen werde. Die wenigen Betroffenen hätten aber dennoch ein Selbstverteidigungsrecht. Sei hingegen das Volk als Ganzes betroffen, so werde es zwar zur Rebellion kommen. Allerdings hänge das Volk sehr an bestehenden Gewohnheiten, so dass erst bei Überhandnehmen der Angriffe mit einer Ausübung des Widerstandsrechts zu rechnen sei. Der hierdurch verursachte Kriegszustand sei dann jedoch nicht vom Volk, sondern von der Regierung verschuldet. Überhaupt würden politische Unruhen zumeist nicht vom Volk, sondern von der Regierung ausgehen. Warum eine Verteidigung zwar gegen Räuber und Piraten, nicht aber gegen rechtswidrige Angriffe seitens der Obrigkeit zulässig sein soll, sei nicht ersichtlich. Die Bürger stünden ohne Widerstandsrecht schlechter als im Naturzustand, da sie der rechtswidrigen Gewalt der Regierung ausgeliefert wären, ohne sich hiergegen wehren zu können.
Auf die Frage, wem die Letztentscheidung über den Einsatz des Widerstandsrechts zukommen soll, antwortet Locke: „Das Volk soll Richter sein“. Denn die Regierung sei lediglich Beauftragte des Volkes, und nicht die Entscheidung des Beauftragten, sondern die des Auftraggebers müsse maßgeblich sein.

#### Immanuel Kant († 1804)
Immanuel Kant lehnt in seinen veröffentlichten Werken ein Widerstandsrecht des Volkes und des Einzelnen – auch gegen evident ungerechte Gesetze – ab. Er beschäftigt sich vor allem in zwei Veröffentlichungen explizit mit der Problematik des Widerstandsrechts: In der Schrift Über den Gemeinspruch: Das mag in der Theorie richtig sein, taugt aber nicht für die Praxis (1793) und in seinem rechtsphilosophischen Hauptwerk Die Metaphysik der Sitten (1797). Kant begründet seine Ablehnung des Widerstandsrechts mit Hilfe von drei Argumenten: Dem logischen Argument, dem Rückfallargument und dem Glückseligkeitsargument. Das Glückseligkeitsargument benutzt Kant lediglich im Gemeinspruch, geht jedoch im vier Jahre später erschienenen rechtsphilosophischen Hauptwerk Die Metaphysik der Sitten nicht mehr darauf ein. Kant wirft Widerständlern in diesem Zusammenhang vor, die eigene Glückseligkeit auf Kosten der obersten Maximen eines Staates durchsetzen zu wollen. Während die eigene Glückseligkeit, auf die es die Widerständler stets abgesehen hätten, lediglich einen sehr unsicheren Maßstab biete – der sich im Lauf der Zeiten ändern könne – entspringe jede Rechtsnorm der reinen Vernunft und sei bereits aus diesem Grunde uneinschränkbar. Von zentraler Bedeutung ist das logische Argument: Die Staatsmacht sei nicht teilbar. Indem jeder, der im Namen eines Widerstandsrechts auftrete, sich die Stellung des Souveräns anmaße, entstehe ein logischer Widerspruch zum wirklichen Souverän.

„Denn um zu demselben [Anm.: dem Widerstand] befugt zu sein, müßte ein öffentliches Gesetz vorhanden sein, welches den Widerstand des Volkes erlaubte, d. h. die oberste Gesetzgebung enthielte eine Bestimmung in sich, nicht die oberste zu sein […]; welches sich widerspricht.“

Das Rückfallargument begründet Kant mit dem unabdingbaren Vorrang eines „Rechtszustandes unter öffentlichen Gesetzen“ vor dem „Naturzustand“. Jeder Widerstand bedeutet nach Kant einen Schritt zurück in Richtung Naturzustand. Lediglich in einem gesicherten rechtlichen Zustand könne jedem Menschen das Seine verlässlich zugeteilt werden. Daher gilt Kant zufolge jedes positive Gesetz als heilig und darf nicht angezweifelt werden. Man müsse es (das Gesetz) so betrachten, als habe nicht irgendein Gesetzgeber, sondern Gott selbst das Gesetz erlassen.
Erlaubt ist Kant zufolge lediglich eine Form des Widerstandes, nämlich „der Gebrauch der Feder“, das heißt die Freiheit, seinen Gedanken über die Gesetzgebung öffentlich Ausdruck verleihen zu dürfen. Jedoch lässt er auch diese Form des Widerstands nur eingeschränkt gelten. Insbesondere gestattet er den Bürgern nur solche Formen der Kritik, die sich noch im Rahmen der geltenden Ordnung halten.

„Denn darin besteht eben das Ansehen der Regierung, daß sie den Untertanen nicht die Freiheit läßt, nach ihren eigenen Begriffen, sondern nach Vorschrift der gesetzgebenden Gewalt über Recht und Unrecht zu urteilen.“

 Kant verwirft die Vorstellung eines Widerstandsrechtes gegen staatliche Normen kategorisch: Er erkennt weder im Hinblick auf ungerechte Gesetze, noch aus sonstigen Gründen Ausnahmen an. Jede Rechtsordnung – und sei sie auch aus nackter Gewalt entstanden – verdiene unabhängig von ihren Inhalten den unbedingten Vorrang vor jeder Form des Naturzustandes. Diese Rigorosität unterscheidet Kant von Hobbes. Hobbes zufolge schulden die Staatsbürger dem Souverän gegenüber nur so lange Gehorsam, wie dieser in der Lage ist, ihnen ein Mindestmaß an Sicherheit zu garantieren.
Bereits unmittelbar im Anschluss an die Veröffentlichung der „Metaphysik der Sitten“ hatte der Rezensent Friedrich Ludewig Bouterweck Kant vorgeworfen, eine paradoxe Position zu vertreten. Kant fordere von seinen Lesern, den

„paradoxesten aller paradoxen Sätze [anzuerkennen], den Satz, daß die bloße Idee der Oberherrschaft mich nötigen soll, jedem, der sich zu meinem Herrn aufwirft, als meinem Herrn zu gehorchen, ohne zu fragen, wer ihm das Recht gebe, mir zu befehlen.“

In der Sekundärliteratur wird Kants kategorische Ablehnung des Widerstandsrechts daher überwiegend als problematisch angesehen. Kritisiert wird vor allem, dass Kants diesbezügliche Konzeption nicht mit seinem kategorischen Imperativ und seiner aus diesem entspringenden Begründung des allgemeinen Menschenrechts auf Freiheit übereinstimme. Aus diesem Grunde ist immer wieder versucht worden, diese Position Kants als inkonsistent darzustellen und zu zeigen, dass die Anerkennung eines Widerstandsrechts mit seinem übrigen philosophischen System durchaus vereinbar sei. Der italienische Philosoph Domenico Losurdo betont demgegenüber den konkreten historischen Kontext, in dem Kant seine Ablehnung des Widerstandsrechts formuliert hat. In seiner prinzipiellen Übereinstimmung mit den revolutionären Ereignissen in Frankreich habe er – u. a. wegen möglicher Zensur in weniger deutlicher Sprache – im Wesentlichen die Illegitimität der partikularen Zielen nachgehenden katholischen Reaktion in Gestalt des Aufstands der Vendée hervorheben wollen. Der vermeintliche Reaktionismus und Konservatismus Kants stelle sich so als sein Gegenteil heraus.